# Baudonivia
Baudonivia fue una monja francesa y erudita del convento de Poitiers quien, entre 600 y 602, contestó a la petición de las otras monjas de componer una biografía de su fundadora, Radegunda.
Venancio Fortunato se convirtió en obispo de Poitiers en 590 y poco después, escribió una biografía de Radegunda titulada Vita Radegundis. En algún momento posterior al año 600, las monjas escogieron a Baudonivia, una de las suyas, para escribir una biografía que complementara la obra de Fortunato. Basada en su conocimiento personal de Radegunda, la biografía que hizo Fortunato de la santa, y las fuentes hagiográficas, Baudovinia creó el retrato de una mujer devota y sin embargo implacable desde el punto de vista político, que usó su poder terrenal para sostener el monasterio.
Los eruditos han destacado las diferencias temáticas entre la biografía de Fortunato y la de Baudonivia: mientras el primero se centra en la deferencia de Radegunda hacia la autoridad, la segunda subraya su papel como diplomática y protectora de su comunidad de monjas. Mientras Fortunato relata la amplia automutilación que llevó a cabo Radegunda, Baudonivia habla de su escritura de cartas, sus acciones en defensa de la Iglesia y de los individuos, sus viajes para recoger reliquias y, lo que es más importante, sus esfuerzos por obtener un fragmento de la Vera Cruz de Justino II, el emperador bizantino.

La diferencia de puntos de vista en las dos biografías llama mucho la atención porque, a diferencia de Fortunatus, Baudonivia no destaca en primer lugar las virtudes que se podían esperar -piedad y abnegación-; más realista, hará hincapié en atributos femeninos: solicitud maternal por sus monjas, sus intentos de servir de pacificadora entre los miembros de su familia política y su esfuerzo por convertir su monasterio en un centro de intercesión para los reyes francos.

El libro también incluye todos los milagros atribuidos a Radegunda.
Se la recuerda en la instalación The Dinner Party de la artista feminista Judy Chicago.